# Anastazije Ivan Brenner
Anastazije Ivan Brenner (mađ. Anasztáz János Brenner, Sambotel, 27. prosinca 1931. – Zsida pokraj Szentgotthárda, 15. prosinca 1957.) bio je mađarski cistercit, rimokatolički svećenik i mučenik. Ubijen je trideset i dvama ubodima nožem u isplaniranoj zasjedi sredinom prosinca 1957. godine. Tako je postao jednom od žrtava komunističkih progona kršćana u godinama nakon revolucije u Mađarskoj 1956. godine. Dana 1. svibnja 2018. tijekom svečanoga misnoga slavlja u Sambotelu kardinal Angelo Amato proglasio ga je blaženikom Katoličke Crkve.

## Životopis
Ivan Brenner odrastao je u vrlo religioznoj obitelji s dva brata koji su također postali svećenici. Pohađao je cistercitsku gimnaziju u Pečuhu i premonstratenšku gimnaziju u Sambotelu. Nakon što je  tadašnja komunistička vlast nacionalizirala škole, završne je ispite položio u Zircu. Već kao učenik postao je oblat cistercitskoga reda, kojemu je 1950. pristupio i kao novak s redovničkim imenom Anastazije. Nakon što je vladajući komunistički režim raspustio sve crkvene redove u Mađarskoj, studirao je godinu dana kao laik na Katoličkoj akademiji u Budimpešti, a potom je kao sjemeništarac Sambotelske biskupije pristupio tamošnjem sjemeništu. Nakon zatvaranja i tog sjemeništa, studij teologije završio je u Juri (mađ. Győr). Biskup Sándor Kovács zaredio ga je za svećenika 19. lipnja 1955. u biskupijskoj katedrali u Sambotelu. Onima koji Boga ljube sve ide na dobro (Poslanica Rimljanima 8,28) – bilo je mladomisno geslo Ivana Brennera, u duhu kojeg je živio svoj dušobrižnički poziv i djelovao kao svećenik.
Zbog progona cistercita u Mađarskoj, Ivan Brenner nije mogao javno položiti redovničke zavjete, pa se stoga se zavjetovao u tajnosti. Tu je sudbinu dijelio s mnogim drugim redovnicima čije je tajne zavjete Sveta Stolica priznala nakon 1989. godine.
Župa Rábakethely, o kojoj su tijekom prethodnih stoljeća skrbili cisterciti, bila je mjesto Brennerova prvoga svećeničkog poslanja. (Rábakethely je nekoć bilo samostalno naselje, a od 1950. godine u sastavu je grada Szentgotthárda). Ivan Brenner je kao kapelan u toj župi zdušno oživio pastoralnu djelatnost te vrlo uspješno radio s mladima. To se lokalnim komunističkim moćnicima nimalo nije sviđalo, pa su Brenneru počeli  ozbiljno prijetiti, uslijed čega mu je biskup Kovács ponudio premještaj u neku drugu župu. No Brenner se uljudno zahvalio na toj ponudi odgovorivši biskupu "Ne bojim se" i izrazio želju da ostane u župi Rábakethely.
U noći s 14. na 15. prosinca 1957. Brennera su pozvali da navodno umirućem čovjeku u susjednome selu Zsidi udijeli sakrament posljednje pomasti. Krenuo je pješice iz Rábakethelyja preko brda do Zside. Na putu kroz šumu napadnut je iz zasjede, trideset i dva puta izboden nožem, gažen i izudaran nogama. Ujutro 15. prosinca sumještani su ga na mjestu napada pronašli mrtvog kako u lijevoj ruci čvrsto drži relikvijar s euharistijom. Sahranjen je 18. prosinca u kripti salezijanske crkve svetoga Kvirina u Sambotelu: na nadgrobnoj su mu ploči ispisali mladomisno geslo: Onima koji Boga ljube sve ide na dobro.
Brennerovo svećeničko djelovanje i mučenička smrt bili su u Mađarskoj tabuirani sve do pada komunizma 1989. godine, no unatoč tomu, vjernici nisu zaboravili svog mađarskog Tarzicija. Na mjestu njegove smrti je njemu u čast i vječni spomen sagrađena i 25. kolovoza 1996. godine posvećena Kapela dobrog pastira.

## Beatifikacija
Sambotelski biskup István Konkoly pokrenuo je 3. listopada 1999. dijecezanski proces za beatifikaciju Ivana Brennera, odnosno priznanje njegova mučeništva "in odium fidei" ("iz mržnje prema vjeri"). Proces je završen 31. srpnja 2008. i potom su dokumenti predani Kongregaciji za kauze svetaca u Rimu, koja je 30. rujna 2009. potvrdila valjanost sprovedbe dijecezanskoga procesa.
Papa Franjo je 8. studenoga 2017. potvrdio mučeništvo Ivana Brennera kao preduvjet za njegovo proglašenje blaženim. Više od 30 000 vjernika iz Mađarske i austrijskoga Gradišća je 1. svibnja 2018. u Sambotelu sudjelovalo u svečanome misnom slavlju, tijekom kojega je kardinal Angelo Amato, izaslanik pape Franje, Ivana Brennera proglasio blaženikom Katoličke Crkve.
 »Najveća mi je želja postati svet, živjeti svetim životom i mnoge privesti k svetosti. Presveto Srce Isusovo budi sa mnom.« — Anastazije Ivan Brenner

## Vanjske poveznice

### Sestrinski projekti
|  | Zajednički poslužitelj ima još gradiva o temi Anastazije Ivan Brenner |

### Mrežna mjesta
- Boldog Brenner János, službene mrežne stranice (mađ.)
- Biographia Cisterciensis: Brenner, János (njem.)
- YouTube – Der ungarische Tarsitius : Leben und Sterben von Kaplan János Brenner, alias P. Anastasius OCist (njem.)
- The Hagiography Circle – 1957 (30): Brenner János (engl.)